# کباب مخلوط
کباب مخلوط یک فیلم درام بلژیکی است که در سال ۲۰۱۲ نمایش داده شد. فیلم توسط گای لی طیس نوشته و کارگردانی شده‌است. هنرپیشگان اصلی جم اکانت و سایمن ون بایتن هستند.

## خلاصه
ابراهیم، یک مسلمان ۲۷ ساله است که در بلژیک به دنیا آمده‌است. و در یک مجتمع مسکونی چند فرهنگی با پدر و مادرش زندگی می‌کند. و در جامعه غربی به صورت اجتماعی ترکیب شده‌است. برای همین است که ترجیح می‌دهد، برام، که نامی معمول برای پسرهای بلژیکی است، نامیده شوذ.
با اینکه پدرش در هلند و مادرش در بلژیک به دنیا آمده‌اند، اما با این حال خانواده‌اش هنوز به بسیاری سنت‌های ترکی وابسته هستند.
فرغان، برادر برام، مرتب از کلاس در می‌رود. وقتی برام با کوین روبرو می‌شود، به فرقان با نامه خبر داده می‌شود که برام مرتباً به زندگی شبانه همجنسگرایان سر میزند. اگر برام به پدر و مادرش در مورد غیبت‌های فرغان چیزی نگوید، دهان او هم برای این مسئله بسته میماند. همچنین شایعه‌های در مورد گرایش جنسی برام در کافه ترکی وجود دارد. پدر برام، این گونه حرف‌ها را در مورد پسرش رد می‌کند و می‌گوید که او می‌خواهد به ترکیه برود و دختر عمویش، الیف را ببیند. والدین هر دو یک ازدواج فامیلی را تدارک دیده بودند.
- اخطار: خطر لوس شدن داستان-
در این بین، برام با کوین، پسر 19 ساله بلژیکی که به مادر خود در یک اغذیه فروشی و مشروب فروشی کمک می‌کند را ملاقات میکند. مادر کوین تقریباً مطمئن است که فرزند او همجنسگرا است. او همچنین متقاعد است که برام به کوین علاقه دارد چون مرتب به اغذیه فروشی و مشروب فروشی آن‌ها میرود و نمی‌تواند چشم خود را از برام بردارد. به همین دلیل است که او هر دو پسر را به شب زنده داری میفرستد، اما کوین خود را تابلو نمی‌کند و هر دو تبدیل به دوست معمولی می‌شوند.
وقتی برام آماده سفر می‌شود، یک بلیت هم برای کوین میخرد. در ترکیه، کوین احساساتش را مخفی نمی‌کند و هر دو یک رابطه عاشقانه مخفی را آغاز می‌کنند. اما این رابطه مورد توجه مسئول هتل قرار می‌گیرد که عاشق الیف نیز هست، اما همیشه با شکست روبرو می‌شود چون الیف میداند که بالاخره به بلژیک باید برود. مسئول هتل حسود است و وقتی برام و کوین مشغول عشق ورزی هستند، از آن‌ها عکس میگیرد.
برام الیف را دیده و کاغذ بازی رفتن به بلژیک را انجام می‌دهد. مسئول هتل، عکس‌ها را به الیف می‌دهد. با اینکه او شوکه شده، باز تصمیم می‌گیرد که به بلژیک برود چون تنها امید او برای زندگی بهتر است. بعد از یک هفته، برام و کوین به بلژیک بر میگردند. برام فکر می‌کند که الیف باید در ترکیه بماند چون فکر می‌کند که زنان در ترکیه بیشتر از قید رها هستند تا زنان ترک در بلژیک.
در همین حال، فرغان عضو یک گروه مذهبی بنیادگرایی اسلامی شد. آن‌ها می خواهند شریعت را در بلژیک معرفی و می خواهند مغازه داران تنها به فروش حلال بپردازند. علاوه بر این، آن‌ها تا آنجا که ممکن است از همه نوع مداخلات پلیس عکس میگیرند و برای متقاعد کردن ساکنان مسلمان انجام می‌دهند که نشان دهند، پلیس در برابر آن‌ها است. پدر فرغان از این کار ناراحت است چون برخی از این افراد با طالبان و اسامه بن لادن ارتباط دارند.
مسئول هتل عکس‌ها را به بلژیک میفرستد. برام تأیید می‌کند که همجنس گرا ست و عاشق کوین است. و مایل نیست که با الیف ازدواج کند چون هر دو شان بدبخت می‌شوند. از این به بعد، برام از طرف خانواده و مخصوصاً پدرش طرد می‌شود. اما این خبر به زودی پخش می‌شود و کل خانواده توسط جامعه مسلمان نادیده گرفته می‌شوند.
فرغان که می‌خواهد بار دیگر به او افتخار کنند، در مورد یک قتل افتخارآمیز رویاپردازی می‌کند که در آن سر کوین را از بدن جدا میکند. این کارش مورد قبول گروه بنیاد گرا قرار میگیرد. تنها قبل از ورود به کافه مادر کوین، فرغان توسط یک باند تبهکاری که قبلاً خود فرغان یکی از عضوهای آن را به شدت زخمی کرده بود، با چاقو مورد حمله قرار میگیرد. به واسطه عمل سریع برام، زندگی فرغان نجات داده می‌شود و برام دوباره به آغوش خانواده برمیگردد.